# Oliva di Kalamata
L'oliva di Kalamata, od oliva di Calamata, è la drupa di una cultivar di ulivo tipico della zona della Messenia, nel sud del Peloponneso (Grecia), che prende il nome dalla città principale, Calamata.
La drupa è utilizzata come oliva da tavola, conservata sotto aceto o in olio di oliva. Nell'Unione europea le olive di Calamata sono protette come indicazione geografica protetta.  Olive della stessa varietà, che crescono altrove, sono denominate olive Kalamon.

## Descrizione
Le olive di Calamata sono coltivate in Messenia, e in parte anche in Laconia, nella penisola del Peloponneso. Sono olive a forma di mandorla tozza, di colore scuro (tendente al viola), ottenute da un albero che si distingue dal normale ulivo per la forma delle sue foglie, che sono grandi il doppio di quelle delle altre varietà. L'albero patisce il freddo ed è sensibile all'avvizzimento provocato dal Verticillium, ma è resistente alla rogna e alla mosca olearia.
Le olive di Calamata, che non possono essere raccolte ancora verdi, devono essere raccolte a mano per evitare le ammaccature.

## Preparazione
Vi sono due metodi per preparare le olive di Calamata, conosciuti come "metodo lungo" e "metodo breve". Con il metodo breve le olive vengono deamarizzate ammassandole in acqua o in una debole salamoia per circa una settimana. Completata la deamarizzazione, le olive vengono poste in recipienti di vetro immerse in salamoia e aceto di vino con sopra uno strato di olio di oliva e fette di limone. Sulle olive viene spesso operato un taglio per ridurre il tempo necessario al procedimento. Il metodo lungo consiste nell'operare un taglio su ogni oliva e poi metterle in acqua salata per circa tre mesi per deamarizzarle. Livelli di polifenolo rimangono nelle olive anche dopo il procedimento, causando loro un gusto leggermente amarognolo.